# Collins (Mondkrater)
Collins ist ein kleiner Einschlagkrater im südlichen Teil des Mare Tranquillitatis, östlich des Kraters Sabine. Er liegt ca. 25 Kilometer nördlich des Landeplatzes von Apollo 11. Die Landestelle der Mondsonde Surveyor 5 liegt 15 Kilometer in westnordwestlicher Richtung.
Benannt nach Michael Collins, dem Piloten der Kommandokapsel Columbia der Apollo-11-Mission, ist er der mittlere in einer Reihe von drei Kratern, die zu Ehren der Besatzungsmitglieder von Apollo 11 benannt wurden.
Vor der Umbenennung durch die Internationale Astronomische Union (IAU) war er als Sabine D bekannt.